# 136824 Nonamikeiko
A 136824 Nonamikeiko (ideiglenes jelöléssel 1997 RJ5) a Naprendszer kisbolygóövében található aszteroida. Hiroshi Abe fedezte fel 1997. szeptember 8-án.
A bolygót Keiko Nonami-ról (1960–), a Matsue Csillagászati Klub egyik tagjáról nevezték el.